# Angelbachtal
Angelbachtal est une commune allemande de l'arrondissement de Rhin-Neckar dans le Pays de Bade, land de Bade-Wurtemberg.

## Géographie
La commune est située dans le Kraichgau (région du nord du Pays de Bade), entre Sinsheim et Bruchsal.
La commune est divisée en deux quartiers (ortsteile), correspondant à deux anciennes communes ayant fusionné en 1972 :
- Eichtersheim
- Michelfeld

## Histoire

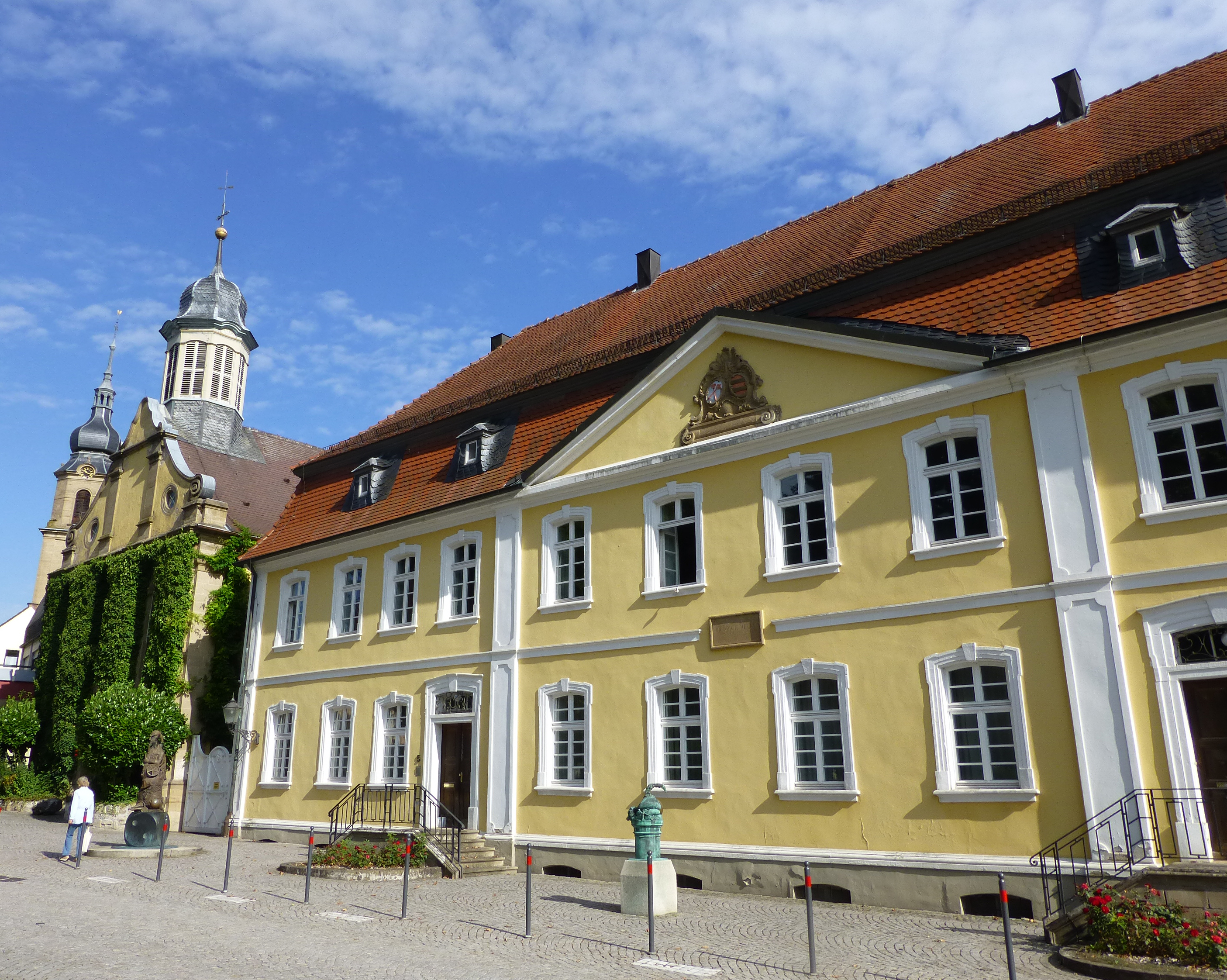
La maison natale de F. Hecker fait face au parc du château d'Eichtersheim.

Eichtersheim est la ville natale du révolutionnaire Friedrich Hecker (1811-1891). En avril 1848, de nombreux habitants d'Eichtersheim et de Michelfeld se joignirent à l'insurrection républicaine menée par Hecker.

## Personnalités liées à la ville
- Uriel von Gemmingen (1468-1514), archevêque né à Michelfeld.
- Friedrich Hecker (1811-1881), homme politique né à Eichtersheim.